# Banc Alacantí de Comerç
El Banco Alicantino de Comercio (Banc Alacantí de Comerç) fou un banc del País Valencià amb seu a la ciutat d'Alacant. Fou fundat el 1969 i en el seu consell hi van formar part destacades personalitats polítiques locals d'aquells anys. El 1972 el seu president era Agatángelo Soler Llorca, el seu vicepresident Artemio Payá Rico i entre els vocals Antonio Pérez Adsuar. A finals de la dècada del 1970 fou adquirit pel grup Rumasa de José María Ruiz-Mateos. Fou expropiat juntament amb altres empreses del grup Rumasa el 23 de febrer de 1983. Atribuït a Banesto, en desembre de 1990 Ruiz Mateos va demanar la reversió d'aquest banc, però li fou denegada pel Tribunal Superior de Justícia de Madrid.
Tot i que ja no desenvolupava cap activitat bancària, el març de 2011. prèvia autorització del Banc d'Espanya, fou adquirit per la societat Renta 4 per 15 milions d'euros. La intenció de Renta 4 és d'iniciar la fusió del Banc Alacantí de Comerç i Renta 4 Servicios de Inversión, societat matriu del grup, per tal d'integrar el Banc el en grup i configurar-lo com una societat capçalera del Grup.